# 霜鳥典雄
霜鳥 典雄（しもとり のりお、1978年3月18日 - ）は、新潟県新井市（現・妙高市）出身で時津風部屋に所属した元大相撲力士。本名同じ。身長188cm、体重152kg 、血液型はB型。得意技は右四つ、寄り。最高位は西小結（2004年3月場所）。2011年の大相撲八百長問題にて引退勧告処分を受け、引退した。

## 来歴
小中学生の頃は、空手や柔道、水泳と様々なスポーツに親しむが、新潟県立高田農業高等学校で相撲部に勧誘され、才能を開花させる。3年生の時国体で5位に入賞。その後東京農業大学に進学して相撲部で活躍した後、時津風部屋に入門。2000年3月場所に幕下付出で初土俵を踏む予定であったが、知人の運転する車に同乗した際に事故に巻き込まれて全治5週間の怪我をしたため、初土俵は同年の5月場所にずれ込んだ。
2001年5月場所に新十両、2002年3月場所に新入幕。同年の7月場所では、初挑戦の横綱武蔵丸から金星を獲得し、9勝6敗で敢闘賞を受賞。14代時津風の停年前最後の場所へ花を添えた。2004年3月場所に小結に昇進し新三役昇進を成し遂げたが、6勝9敗と負け越し1場所で陥落。2004年7月場所では魁皇・武双山・若の里・琴光喜に勝ち9勝と活躍、2005年11月場所は大相撲ラスベガス公演の直後に腰を痛め、西前頭14枚目の地位で初日から休場。番付を東十両9枚目まで大きく下げた。2006年7月場所、東十両5枚目で10勝5敗の成績を上げて再入幕を果たすも、9月場所では負け越してしまい、再び十両に陥落したが、2007年1月場所は10勝5敗の好成績で、十両優勝決定戦では敗退したものの、次の3月場所では幕内に復帰して9勝6敗と勝ち越した。しかし翌5月場所では椎間板ヘルニアが再発し、全休。
十両へ陥落した7月場所、本名の「霜鳥」から「霜鳳（しもおおとり）」に改名。改名した翌場所は5勝10敗と改名効果はすぐには表れなかったが、翌9月場所は10勝5敗と大勝ちした。11月場所も10勝を挙げ、見事翌2008年1月場所での幕内復帰を果たしたが、またも椎間板ヘルニアが再発し、途中休場した。
2008年3月場所より、読み仮名のみ本名の「しもとり」に改名した。2010年12月23日の稽古総見では土俵に上がることがない様子を『どすこいFM』の中継で伝えられ、翌2011年1月場所は2勝13敗の大敗に甘んじた。
時津風部屋力士暴行死事件を受けて、時津海が時津風を襲名するにあたり、時津海が持っていた錦島株を譲り受けた。
2011年の大相撲八百長問題では、八百長に関与したことを特別認定調査委員会に認められ、4月1日の相撲協会臨時理事会の結果、引退勧告処分を受けた。4月5日、引退届を提出し受理された。
保有していた錦島株は元・蔵玉錦に名跡を貸していた。しかし、この引退で名跡を保有できなくなったため同部屋の豊ノ島に譲ることになった。5月22日に時津風部屋で断髪式を行い、30日には地元後援会の解散式に姿を現し、謝罪した。現在は福岡にいる知人が経営する養鶏業を手伝っている。

## エピソード
- 右四つ、左上手を引いての寄り、投げと正統派の四つ相撲を武器とした[1]。
- 大学卒業時に高校の教員免許を取得している。
- 2004年5月号の月刊相撲で霧島と誤植表記されたことがある。
- 愛称はノリ。趣味はビデオ鑑賞。好きな食べ物はヒレステーキ、好きなタレントは中山美穂。
- 一時は相撲振りから大関昇進も期待されていた事があり、解説を務めている舞の海から、今一番なってみたい体の力士は霜鳥と言われた事がある。
- 新三役になった2004年3月場所前後には、豊山襲名の話も浮上していた。北葉山や豊国の四股名も候補だった。
- 新潟県出身であることから、地元で起こった新潟県中越地震、新潟県中越沖地震のときに義援金を送っている。
- 平成22年春場所2日目の嘉風戦で勝った時、その一番に懸賞が付いていなかったのにもかかわらず呼び出しが2番後の豪風対垣添戦に懸っていた懸賞4本を行司に渡し、それを霜鳳が受け取ってしまうというハプニングが起こった。霜鳳いわく「嘉風と豪風を間違えて渡したんだって。」とのことであり、この懸賞は本来の取組の勝者である垣添の手に渡った。[8]奇しくも問題の2番とも、同じ尾車部屋所属である読み間違えやすい四股名の力士と本名力士の組み合わせであった。
- 2004年の6月に結婚。

## 主な成績

### 通算成績
- 通算成績：449勝427敗51休 勝率.513
- 幕内成績：231勝273敗51休 勝率.458
- 現役在位：65場所
- 幕内在位：37場所
- 三役在位：1場所（小結1場所）

### 三賞：金星
- 三賞：1回
  - 敢闘賞：1回（2002年7月場所）
- 金星：1個（武蔵丸1個）

### 場所別成績
| | 一月場所 初場所（東京） | 三月場所 春場所（大阪） | 五月場所 夏場所（東京）  | 七月場所 名古屋場所（愛知） | 九月場所 秋場所（東京） | 十一月場所 九州場所（福岡） |
| --- | ----------------------- | ----------------------- | ------------------------ | --------------------------- | ----------------------- | --------------------------- |
| 2000年 （平成12年） | x                       | x                       | 幕下付出60枚目 5–2       | 西幕下43枚目 5–2            | 東幕下30枚目 5–2        | 東幕下15枚目 5–2            |
| 2001年 （平成13年） | 東幕下9枚目 5–2         | 東幕下4枚目 6–1         | 東十両10枚目 8–7         | 東十両8枚目 6–9             | 西十両11枚目 11–4       | 西十両5枚目 8–7             |
| 2002年 （平成14年） | 東十両3枚目 12–3        | 東前頭12枚目 6–9        | 西前頭14枚目 10–5        | 西前頭8枚目 9–6 敢★         | 東前頭2枚目 5–10        | 西前頭5枚目 7–8             |
| 2003年 （平成15年） | 西前頭7枚目 9–6         | 東前頭3枚目 3–7–5       | 西前頭11枚目 4–11        | 西十両2枚目 10–5            | 西前頭12枚目 8–7        | 西前頭9枚目 8–7             |
| 2004年 （平成16年） | 東前頭7枚目 11–4        | 西小結 6–9              | 東前頭3枚目 7–8          | 東前頭4枚目 9–6             | 東前頭筆頭 5–10         | 東前頭5枚目 4–11            |
| 2005年 （平成17年） | 西前頭9枚目 8–7         | 東前頭8枚目 2–10–3      | 東前頭17枚目 5–10        | 東十両4枚目 9–6             | 西前頭17枚目 8–7        | 西前頭14枚目 休場 0–0–15    |
| 2006年 （平成18年） | 東十両9枚目 7–8         | 西十両9枚目 9–6         | 西十両4枚目 7–8          | 東十両5枚目 10–5            | 西前頭17枚目 7–8        | 西十両筆頭 6–9              |
| 2007年 （平成19年） | 西十両3枚目 10–5        | 東前頭15枚目 9–6        | 西前頭10枚目 休場 0–0–15 | 東十両5枚目 5–10            | 東十両9枚目 10–5        | 東十両4枚目 10–5            |
| 2008年 （平成20年） | 西前頭14枚目 1–1–13     | 西十両9枚目 7–8         | 西十両10枚目 8–7         | 東十両6枚目 9–6             | 東十両3枚目 8–7         | 東十両筆頭 7–8              |
| 2009年 （平成21年） | 東十両2枚目 10–5        | 西前頭14枚目 8–7        | 西前頭10枚目 6–9         | 東前頭14枚目 9–6            | 西前頭8枚目 4–11        | 西前頭15枚目 8–7            |
| 2010年 （平成22年） | 西前頭13枚目 8–7        | 西前頭10枚目 5–10       | 西前頭15枚目 10–5        | 東前頭9枚目 6–9             | 西前頭10枚目 8–7        | 西前頭8枚目 6–9             |
| 2011年 （平成23年） | 西前頭11枚目 2–13       | 八百長問題 により中止   | 西十両5枚目 引退 –       | x                           | x                       | x                           |
| 各欄の数字は、「勝ち-負け-休場」を示す。 優勝 引退 休場 十両 幕下 三賞：敢=敢闘賞、殊=殊勲賞、技=技能賞 その他：★=金星 番付階級：幕内 - 十両 - 幕下 - 三段目 - 序二段 - 序ノ口 幕内序列：横綱 - 大関 - 関脇 - 小結 - 前頭（「#数字」は各位内の序列） |                         |                         |                          |                             |                         |                             |

引退時の番付は2011年2月28日発表の順席による。

### 幕内対戦成績
| 力士名   | 勝数 | 負数 | 力士名   | 勝数 | 負数 | 力士名   | 勝数 | 負数 | 力士名   | 勝数 | 負数 |
| -------- | ---- | ---- | -------- | ---- | ---- | -------- | ---- | ---- | -------- | ---- | ---- |
| 安芸乃島 | 2    | 1    | 朝青龍   | 0    | 8    | 朝赤龍   | 4    | 7    | 朝乃若   | 1    | 0    |
| 安美錦   | 3    | 5    | 阿覧     | 2    | 1    | 岩木山   | 2    | 7    | 潮丸     | 1    | 1    |
| 皇司     | 4    | 1    | 隠岐の海 | 1    | 1    | 小城錦   | 0    | 1    | 魁皇     | 1    | 5    |
| 海鵬     | 3    | 3    | 臥牙丸   | 1    | 2    | 垣添     | 9    | 7    | 鶴竜     | 1    | 1    |
| 春日王   | 3    | 8    | 春日錦   | 5    | 2    | 片山     | 0    | 1    | 稀勢の里 | 2    | 1    |
| 北太樹   | 1    | 1    | 木村山   | 2    | 4    | 旭鷲山   | 4    | 6    | 旭天鵬   | 3    | 4    |
| 金開山   | 1    | 1    | 豪栄道   | 0    | 2    | 光龍     | 3    | 2    | 黒海     | 7    | 7    |
| 琴欧洲   | 0    | 1    | 琴春日   | 1    | 1    | 琴奨菊   | 1    | 1    | 琴ノ若   | 2    | 4    |
| 琴光喜   | 4    | 4    | 琴龍     | 4    | 2    | 十文字   | 10   | 3    | 駿傑     | 1    | 0    |
| 翔天狼   | 3    | 4    | 蒼国来   | 1    | 2    | 大善     | 1    | 1    | 隆の鶴   | 1    | 2    |
| 貴ノ浪   | 3    | 1    | 貴乃花   | 0    | 1    | 隆乃若   | 3    | 1    | 高見盛   | 10   | 7    |
| 豪風     | 3    | 7    | 玉飛鳥   | 0    | 2    | 玉春日   | 1    | 4(1) | 玉乃島   | 7    | 5    |
| 玉力道   | 3    | 2    | 玉鷲     | 3    | 2    | 千代大海 | 0    | 7(1) | 千代白鵬 | 0    | 1    |
| 出島     | 6    | 8    | 闘牙     | 0    | 5    | 德瀬川   | 2    | 1    | 土佐ノ海 | 3    | 5    |
| 栃東     | 1    | 1    | 栃煌山   | 1    | 2    | 栃栄     | 5    | 0    | 栃ノ心   | 0    | 2    |
| 栃乃洋   | 8    | 6    | 栃乃花   | 1    | 2    | 豊桜     | 3    | 6    | 豊響     | 1    | 5    |
| 白馬     | 2    | 2    | 白鵬     | 0    | 2    | 白露山   | 1    | 2    | 濵錦     | 1    | 1    |
| 追風海   | 1    | 2    | 日馬富士 | 1    | 2    | 武州山   | 6    | 1    | 普天王   | 2    | 2    |
| 武雄山   | 4    | 6    | 寶智山   | 0    | 1    | 豊真将   | 3    | 2    | 北勝力   | 5    | 9    |
| 将司     | 1    | 0    | 雅山     | 5    | 8    | 武蔵丸   | 1    | 1    | 武双山   | 3    | 3    |
| 猛虎浪   | 3    | 5    | 山本山   | 1    | 2    | 燁司     | 2    | 2    | 嘉風     | 5    | 5(1) |
| 露鵬     | 0    | 1    | 若荒雄   | 1    | 1    | 若兎馬   | 1    | 0    | 若の里   | 3    | 5    |
| 和歌乃山 | 3    | 3    |          |      |      |          |      |      |          |      |      |

## 改名歴
- 霜鳥 典雄（しもとり のりお）2000年5月場所-2007年5月場所
- 霜鳳 典雄（しもおおとり ‐）2007年7月場所-2008年1月場所
- 霜鳳 典雄（しもとり ‐）2008年3月場所-2011年4月